# Файльсдорф (Рейнланд-Пфальц)
Файльсдорф (нім. Feilsdorf) — громада в Німеччині, розташована в землі Рейнланд-Пфальц. Входить до складу району Бітбург-Прюм. Складова частина об'єднання громад Бітбургер-Ланд.
Площа — 3,80 км2. Населення становить 34 ос. (станом на 31 грудня 2020).